# Гораины
Гораины (пол. Horainowie) — дворянский род герба Шренява. 
История этого дворянского рода восходит к XVI веку. Родоначальник Гораиных — Гораин Григорьевич, который, согласно летописным свидетельствам был в 1516 году дворянином королевским. 
Потомство его было внесено Герольдией в VI часть родословной книги Волынской и Минской губерний Российской империи.
Существуют также польские роды Гораинов гербов Корчак и Стремя.